# Escola Politeia
A Escola Politeia, cuja entidade mantenedora na fundação foi o Instituto de Educação Democrática Politeia é uma instituição particular de ensino básico localizada no bairro de Perdizes na cidade e estado de São Paulo, no Brasil.
Tem como proposta pedagógica os princípios da democracia, ou seja, aos estudantes é dada a responsabilidade de coletivamente, e em conjunto com os demais intervenientes - pessoal docente e auxiliares de educação -, decidirem o que querem estudar ou que atividades vão desenvolver.

## Objeto social
A Escola Politeia faz parte de um grupo de escolas designadas como democráticas, constituído por aproximadamente 500 instituições espalhadas por todo o mundo, das quais oito no Brasil onde, em São Paulo, duas são públicas e duas particulares.
Tal como as congéneres nacionais e internacionais, os projetos pedagógicos da escola têm como objetivo, formar futuros cidadãos autônomos, intervenientes e críticos, de sociedades que se pretendem mais coesas e mais participativas nos seus próprios destinos. A prática de assembleias de classe e de escola, comum nas instituições democráticas, têm por função gerir as relações quotidianas com estudantes, educadores e funcionários, os quais possuem responsabilidade, reconhecimento e nível de decisão igualitário, estabelecendo regras de convivência, utilização de espaços e materiais de ensino. É ainda a assembleia que define os limites dos direitos e deveres individuais. Esta metodologia permite englobar os alunos na gestão escolar, fazendo dos mesmos protagonistas responsáveis.

## Projeto
O projeto da escola resulta de uma parceria entre a Associação Politeia e a escola Teia Multicultural, devida à afinidade conceitual entre ambas as instituições, e também à dedicação da socióloga Helena Singer ao projeto específico na forma do Instituto de Educação Democrática Politeia, precursor e demonstrador da concepção das escolas democráticas no Brasil. Em 2011, a escola Politeia assumiu sua identidade própria e passou a conduzir de forma autônoma o projeto estabelecido.

## A escola
A escola possui um total de quinze educadores para atender às necessidades curriculares de duas turmas, primeiro ao quinto ano e sexto ao nono ano, totalizando 22 estudantes com idades compreendidas entre os seis e catorze anos. A proporção estudante X educador, facilita um acompanhamento sistemático, quase individual de cada estudante.
A matéria curricular está organizada de forma interdisciplinar, onde todos os estudantes cooperam entre si independentemente da idade, de acordo comum percurso previamente elaborado pelos educadores, tendo em atenção os interesses dos estudantes. A sala de aula não se restringe ao tradicional espaço de um cômodo, mas a todo seu envolvente exterior, proporcionando vivências e aprendizagens intimamente ligadas à temática ecológica e de acordo com os conteúdos obrigatórios do ensino fundamental. Os professores de várias aéreas trabalham um mesmo tema, viabilizando o conceito interdisciplinar, e de acordo com as quatro áreas básicas exigidas pelo Enem (Exame Nacional do Ensino Médio).